# KWallet
KWallet (KDE Wallet Manager) es una aplicación de gestión de credenciales para el entorno de escritorio KDE.
Está diseñado para ser una ubicación centralizada para que los usuarios guarden sus contraseñas en archivos cifrados, llamados «wallets». Cada uno de estos archivos puede utilizarse para guardar diferentes tipos de credenciales, cada uno con su propia contraseña, para aumentar la seguridad.